# نیکلودئون (عربی)
نیکولدئون جهان عرب یک کانال تلویزیون پولی ویژه کودکان به زبان عربی است که برای کشورهای عربی شمال آفریقا و کشورهای عربی حوزه خلیج فارس پخش می‌شود. این کانال تحت مجوز شرکت نیکلودئون و بر روی سرویس اواس‌ان پخش می‌شود و در ۲۳ ژوئیه ۲۰۰۸ افتتاح شد. همچنین این کانال در سال ۲۰۱۱ تعطیل شده بود اما دوباره در ۸ ژانویه سال ۲۰۱۸ پخش خود را از سر گرفت.